# Московский губернский театр
Московский Губернский театр (открыт в 2013 году) — московский областной театр.

## История
Московский Губернский  театр был создан путём слияния двух областных театров: Московского областного драматического театра имени А. Н. Островского и Московского областного государственного Камерного театра. Новосозданный театр получил название Московский губернский драматический театр; его художественный руководитель — народный артист РФ Сергей Витальевич Безруков. В 2024 году получил статус федерального театра.

## Особенности
Театр доступен для людей с ограниченными возможностями. В театре имеется пандус и лифт для инвалидов. Некоторые спектакли сопровождаются тифлокомментированием. 
Московский Губернский театр первым в России стал показывать спектакли в сопровождении тифлокомментария — специального пояснительного текста для людей, имеющих ограниченные возможности по зрению. Чтобы это стало возможным, в театре было установлено специальное оборудование, а актрисы Ирина Безрукова, Анна Цанг и Ирина Токмакова прошли обучение профессии тифлокомментатора. Сегодня в сопровождении тифлокомментария идут уже 7 спектаклей: «Нашла коса на камень», «Пушкин», «Сирано де Бержерак», «Сон разума», «Книга джунглей. Маугли», «Остров сокровищ», «Вишнёвый сад».
В ноябре 2013 года Губернский театр и его художественный руководитель Сергей Безруков были удостоены национальной премии имени Елены Мухиной в номинации «Инновационный прорыв» — за создание «Театра, доступного для всех», но для глухих театр недоступен, так как в театре нет сурдопереводчиков.

## Люди театра

### Создатели спектаклей
- Анненкова Вера
- Безруков Сергей
- Безруков Виталий
- Бондарев Ричард
- Гельман Александр
- Гомоной Евгений
- Горушкина Анна
- Дюжев Дмитрий
- Задорнов Михаил (+)
- Куликов Степан
- Лобозеров Степан
- Матвеева Ольга
- Привалов Данила
- Пулинович Ярослава
- Пускепалис Сергей
- Решетникова Алла
- Серов Алексей
- Слаповский Алексей
- Якунин Валерий

### Актёры[2]
1. Эдуард Айткулов
2. Александр Амелин
3. Карина Андоленко
4. Александр Аноприков
5. Владимир Балдов
6. Николай Басканчин
7. Сергей Безруков
8. Ирина Безрукова
9. Галина Бокашевская
10. Марина Бояринова
11. Сергей Бурлаченко
12. Алексей Веретин
13. Сергей Вершинин
14. Полина Галкина
15. Евгений Гомоной
16. Елена Доронина
17. Данил Иванов
18. Андрей Исаенков
19. Елена Исаенкова
20. Дмитрий Карташов
21. Наталья Качалкина
22. Сергей Кисса
23. Степан Куликов
24. Олег Курлов
25. Илья Малаков
26. Сергей Медведев
27. Валерия Минина
28. Андрей Мисилин
29. Елена Михеева
30. Татьяна Павлуцкая
31. Юлия Пестова
32. Елена Петрова
33. Юлия Пилипович
34. Александрина Питиримова
35. Валентина Поломошнова
36. Дарья Рябцева
37. Татьяна Рудова
38. Наталья Смирнова
39. Ольга Смирнова
40. Антон Соколов
41. Анна Снаткина
42. Ирина Токмакова
43. Александр Тютин
44. Григорий Фирсов
45. Александр Фролов
46. Антон Хабаров
47. Елена Хабарова
48. Елена Цагина
49. Анна Цанг
50. Андрей Чанцев
51. Михаил Шилов
52. Наталья Шклярук
53. Василий Шмаков
54. Вера Шпак
55. Виктор Шутов
56. Андрей Щеткин

- и другие.

## Репертуар

### 2021 год
- «Алиса в стране чудес»
- «Аленький цветочек»
- «Бесконечный апрель»
- «Веселый солдат»
- «Весна»
- «Вишнёвый сад»
- «Вид с моста»
- «Возмутитель»
- «Вождь краснокожих»
- «Волшебная барабанная палочка»
- «Восемь»
- «Высоцкий. Рождение легенды»
- «Дядя Ваня»
- «Калигула»
- «Кентервильское привидение»
- «Книга джунглей. Маугли»
- «Маленький принц»
- «Маленькая колдунья»
- «Морозко»
- «Нашла коса на камень»
- «Остров сокровищ»
- «Поэтическое кафе "Луч"»
- «Прекрасное Далёко»
- «Приключения Фандорина»
- «Про трех отважных поросят»
- «Пушкин»
- «Рождество. Мистерия. Бал»
- «Сердце матери»
- «Серебряное зеркало»
- «Свадьба Кречинского»
- «Сирано де Бержерак»
- «Скамейка»
- «Сон разума»
- «Соловей»
- «Слон»
- «Увертюра для театра с оркестром»
- «ФильмФильмФильм»
- «Хулиган. Исповедь»
- «Цветы запоздалые»
- «Энергичные люди»

## Награды и премии
- Премия Министерства культуры Российской Федерации имени Фёдора Волкова за вклад в развитие театрального искусства Российской Федерации (2022)[3]